# کلی آدامز
کلی آدامز (انگلیسی: Kelly Adams؛ زادهٔ ۱۶ اکتبر ۱۹۷۹) هنرپیشه اهل بریتانیا است.
از فیلم‌ها یا برنامه‌های تلویزیونی که وی در آن نقش داشته‌است می‌توان به شیادها، برانسون، آقای سلفریج، دکتر مارتین و رابین هود اشاره کرد. کلی آدامز با شبکه‌های تلویزیونی چون بی‌بی‌سی سه، بی‌بی‌سی وان و آی‌تی‌وی همکاری داشته است.